# Uraeotyphlus gansi
Espèce
Statut de conservation UICN

 DD  : Données insuffisantes
Uraeotyphlus gansi est une espèce de gymnophiones de la famille des Ichthyophiidae.

## Répartition
Cette espèce est endémique du district de Tirunelveli au Tamil Nadu en Inde. Elle se rencontre vers 1 265 m d'altitude dans les Ghâts occidentaux.

## Étymologie
Cette espèce est nommée en l'honneur de Carl Gans.

## Publication originale
- Gower, Rajendran, Nussbaum & Wilkinson, 2008 : A new species of Uraeotyphlus (Amphibia: Gymnophiona: Uraeotyphlidae of the malabaricus group. Herpetologica, vol. 64, p. 235-245 (texte intégral).